# Anemia abbottii
Anemia abbottii là một loài dương xỉ trong họ Anemiaceae. Loài này được Maxon mô tả khoa học đầu tiên năm 1922.